# Comiac
Comiac is een plaats en voormalige gemeente in het Franse departement Lot in de regio Occitanie en telt 252 inwoners (1999). De plaats maakt deel uit van het arrondissement Figeac.

## Geschiedenis
Comiac is op 1 januari 2016 gefuseerd met de gemeenten Calviac, Lacam-d'Ourcet, Lamativie en Sousceyrac tot de gemeente Sousceyrac-en-Quercy. 

## Geografie
De oppervlakte van Comiac bedraagt 30,2 km², de bevolkingsdichtheid is 8,3 inwoners per km².
De onderstaande kaart toont de ligging van Comiac met de belangrijkste infrastructuur en aangrenzende gemeenten.

## Demografie
Onderstaande figuur toont het verloop van het inwonertal.